# Boris Izaguirre
Boris Rodolfo Izaguirre Lobo (Caracas, 29 de setembre de 1965) és un escriptor i personatge televisiu veneçolà, naturalitzat espanyol.

## Biografia
Va ser guionista de telenovel·les d'èxit com Rubí o La dama de Rosa. Emigrat a Espanya, fixà la seva residència a Santiago de Compostel·la. Començà escrivint guions i, posteriorment, participà en programes de televisió com Crónicas Marcianas amb en Xavier Sardà o Channel nº4 amb Ana García-Siñeriz. En aquestes intervencions ha desenvolupat amb èxit un personatge desimbolt i provocador, aprofitant sense pudor la seva condició homosexual. També ha col·laborat al programa de ràdio "La Ventana", amb la periodista Gemma Nierga, on es mostra, per contrast, molt més seriós i, fins i tot, amb un cert aire d'intel·lectual.
Ha escrit articles en diverses publicacions: Zero, El País Semanal, Fotogramas i Marie Claire.
El 7 de febrer de 2006 es va casar a Barcelona amb Rubén Nogueira, amb qui vivia des de feia catorze anys.
L'any 2007 quedà finalista del Premi Planeta de narrativa, amb la novel·la Villa Diamante, que va presentar sota el pseudònim de Julia Brideshead Ponti i el títol fals Gio y las palmeras.

## Obra novel·lística
- El vuelo de los avestruces (1991)
- Azul petróleo (1998)
- Morir de glamour (2000)
- Verdades alteradas (2001)
- 1965 (2002)
- Fetiche (2003)
- Villa Diamante (Finalista del LIV Premi Planeta, 2007) ISBN 978-84-08-07597-4
- Y de repente fue ayer (2009) ISBN 978-84-08-08678-9
- Dos monstruos juntos (Planeta, 2011)
- Un jardín al norte (Planeta, 2014)
- Tiempo de tormentas (Planeta, 2018)[3]